# Овоштник
Овоштник (болг. Овощник) — село в Болгарии. Находится в Старозагорской области, входит в общину Казанлык. Население составляет 1 672 человека.

## Политическая ситуация
В местном кметстве Овоштник, в состав которого входит Овоштник, должность кмета (старосты) исполняет Иван Георгиев Колев (Национальное движение «Симеон Второй» (НДСВ)) по результатам выборов правления кметства.
Кмет (мэр) общины Казанлык — Стефан Христов Дамянов (инициативный комитет) по результатам выборов в правление общины.